# Kölner Hochschule für Katholische Theologie

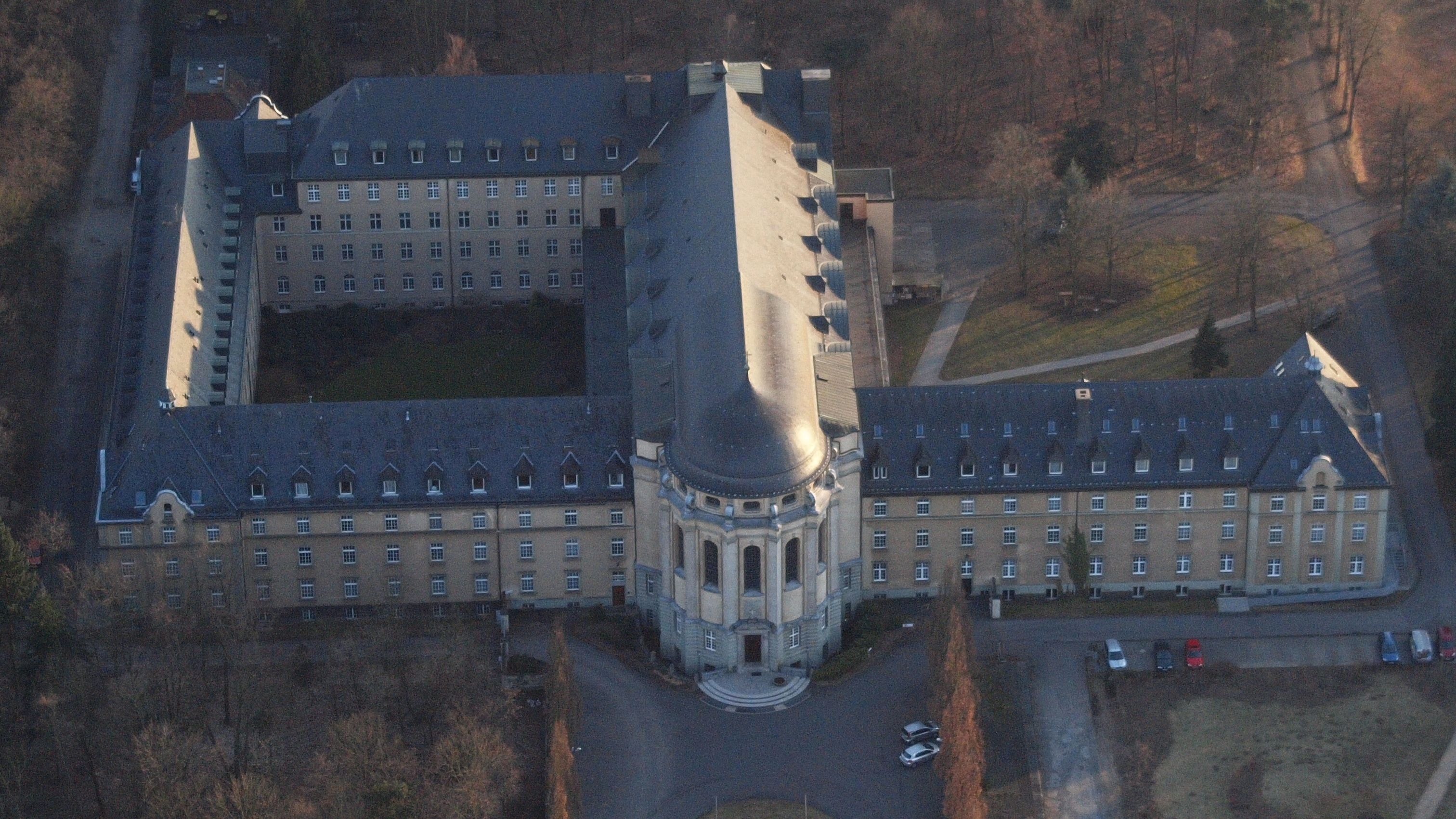
Gebäude der Hochschule St. Augustin (2013)

Die Kölner Hochschule für Katholische Theologie (KHKT) ist eine staatlich und kirchlich anerkannte Hochschule mit Promotionsrecht in Köln-Lindenthal. Träger ist eine gemeinnützige GmbH, deren einziger Gesellschafter die Stiftung zur Förderung von Bildung, Wissenschaft und Forschung im Erzbistum Köln ist.
Bis Februar 2020 gehörte die KHKT als Ordenshochschule zu den Steyler Missionaren (SVD), an deren Missionspriesterseminar in Sankt Augustin sie angegliedert war, und hieß bis zum Trägerwechsel Philosophisch-Theologische Hochschule SVD St. Augustin (PTH).

## Geschichte
Die Anfänge der Philosophisch-Theologische Hochschule SVD St. Augustin gehen auf das Jahr 1925 zurück. Damals nahmen die ersten Priesteramtskandidaten des Ordens das Philosophiestudium an der Hochschule auf. 1932 schloss sich das Theologiestudium im engeren Sinne an. Seit den 1970er-Jahren war die Hochschule auch für nicht ordensangehörige Studierende geöffnet. Die staatliche Anerkennung der Hochschule erfolgte 1983. Die Hochschule war international geprägt, mit rund 50 Prozent der Studierenden und knapp einem Drittel der Lehrenden von nicht-deutscher Herkunft. Nicht-ordensgebundene Männer und Frauen stellten in Sankt Augustin zuletzt die Mehrheit unter den Studierenden.
Der Studiencampus in Sankt Augustin mit der weitläufigen Grünanlage beherbergte neben der Hochschule und ihrer Bibliothek weitere wissenschaftliche Institute: das Steyler Missionswissenschaftliche Institut, das ethnologische Anthropos Institut und das sinologische Institut Monumenta Serica.

## Studienangebot
Die Hochschule ist die einzige in Deutschland, die im Magister-Studiengang Katholische Theologie den Studienschwerpunkt „Mission, Kulturen und Religionen“ anbietet. Die ehemalige Steyler Hochschule vermittelt in diesem Schwerpunkt Inhalte der Missionswissenschaften und der damit verbundenen Wissenschaften wie Ethnologie, Religionswissenschaft und Religionsgeschichte. Als theologisches Aufbaustudium sind Lizentiat und Doktorat möglich. Im Wintersemester 2024/25 haben sich nach eigenen Angaben insgesamt 34 Frauen und Männer für das Studium der Theologie eingeschrieben, darunter 27 Magister-Studierende. Offen ist, ob sich darunter auch Priesterkandidaten befinden.
Der Magisterstudiengang Katholische Theologie wurde im Juni 2023 von der Agentur für Qualitätssicherung und Akkreditierung kanonischer Studiengänge in Deutschland (AKAST) mit wenigen Auflagen, die mittlerweile erfüllt wurden, bis September 2030 reakkreditiert. Dies erfolgte allerdings unter dem Vorbehalt, dass die KHKT staatlich anerkannt bleibt. Der Anerkennungsbescheid des Landes NRW hat die Akkreditierung des Studienganges bis zum Sommersemester 2026 befristet; eine Verlängerung erscheint angesichts der unterschiedlichen Rechtsauffassungen von Land und Kirche über die Berechtigung der Kirche zur Priesterausbildung in Köln (s. u.) ungewiss.
Weitere Studienangebote sind die „Theologische Zusatzqualifikation für Studierende und Mitarbeitende der Sozialen Arbeit“ sowie der berufsbegleitende Masterstudiengang „Interreligiöse Dialogkompetenz“. Diesen Masterstudiengang realisierte die PTH bereits vor dem Trägerwechsel gemeinsam mit dem Erzbistum Köln, der Katholischen Hochschule NRW sowie dem Diözesan-Caritasverband im Erzbistum Köln. Seit dem Wintersemester 2021/22 bietet die Hochschule unter dem Titel „Studium generale“ ein Orientierungsjahr an, wo philosophische und theologische Fragen mit interessanten gesellschaftlichen Fragen verbunden dargestellt werden sollen und Studierende Vorlesungen aus verschiedensten Fachrichtungen besuchen können.

## Trägerwechsel und Umzug
Seit Ende 2015 wurde ordensintern diskutiert, ob die Steyler Missionare die Hochschule weiterhin tragen können oder den Standort aufgeben. Im Juli 2019 kündigte das Erzbistum Köln die Übernahme der Trägerschaft der Hochschule an, um eine Schließung zu verhindern. Zum Beginn des Wintersemesters 2019/20 wurde Christoph Ohly zum kommissarischen Rektor der PTH ernannt, um die nächsten Schritte des Trägerwechsels zu gestalten. Dazu gehören auch neue Statuten für die Hochschule. Die Ernennung erfolgte durch die Kongregation für das Katholische Bildungswesen in Rom im Einvernehmen mit den Steyler Missionaren und dem Erzbistum Köln. Innerhalb der Hochschule wurde der Personalwechsel kritisiert, da die Amtszeit von Ohlys Vorgänger Peter Ramers vor dem Trägerwechsel durch den Senat der Hochschule bereits über 2019 hinaus verlängert worden war. Da die notwendige Bestätigung aus Rom jedoch nicht erteilt wurde, endete Ramers’ Amtszeit am 30. September 2019.
Offiziell wurde der Trägerwechsel am 1. Februar 2020 vollzogen. Seitdem wird die Hochschule von der gGmbH „Kölner Hochschule für Katholische Theologie (KHKT) – St. Augustin“ betrieben, deren alleinige Gesellschafterin die Stiftung zur Förderung von Bildung, Wissenschaft und Forschung im Erzbistum Köln ist. Zur Kanzlerin der Hochschule wurde Martina Köppen gewählt, die vorher das Katholische Büro Berlin-Brandenburg geleitet hatte. Großkanzler der Hochschule ist der Kölner Erzbischof Rainer Maria Woelki.
Im Juni 2020 kündigte das Erzbistum an, die Hochschule am Standort Sankt Augustin zu schließen und nach Köln-Lindenthal zu verlagern. Zum Sommersemester 2021 nahm die Hochschule dort den Studienbetrieb in den Räumlichkeiten eines ehemaligen Berufskollegs des Erzbistums Köln in der Gleueler Straße – unmittelbar neben dem Krieler Dömchen – auf, die für die Hochschule renoviert worden waren. Zweck des Umzugs an den neuen Standort war die Weiterentwicklung der Hochschule mit einer besseren Infrastruktur und eine Erleichterung der Kooperation mit wissenschaftlichen und kulturellen Einrichtungen. Durch den Umzug wurde der Name „Kölner Hochschule für Katholische Theologie (KHKT) – St. Augustin“ geändert und der Zusatz „St. Augustin“ entfernt.
In der Übernahme der Hochschule und der Verlegung des Standortes sehen Beobachter „den Versuch, eine konservativ profilierte Einrichtung neben der Katholisch-Theologischen Fakultät an der Uni Bonn aufzubauen“, wie es in einem Bericht des Kölner domradio am 21. Februar 2022 hieß. Das domradio teilte mit Verweis auf der Katholischen Nachrichtenagentur vorliegende Unterlagen weiter mit, dass Mitglieder des Kirchensteuer- und Wirtschaftsrates des Erzbistums Köln das Konzept der Hochschule, eines „Lieblingsprojekts von Kardinal Rainer Maria Woelki“, hinterfragten, da sie die Finanzierung weder kurz- noch langfristig für gesichert ansehen. Dem Gremium gegenüber sei der Finanzbedarf auf 1,2 Millionen Euro jährlich und eine Gesamtsumme von 7,2 Millionen Euro für die kommenden sechs Jahre beziffert worden; inzwischen sei der jährliche Finanzbedarf bereits auf über drei Millionen Euro gestiegen, obwohl von den 15 notwendigen Professuren erst drei besetzt seien. Die Trägerstiftung der Hochschule benötige eine Anschubfinanzierung in Höhe von über 17 Millionen Euro und längerfristig jährlich acht bis zehn Millionen Euro. Finanziert werden sollen diese Kosten aus einem Sondervermögen, das über Jahrzehnte durch Abgaben von Klerikern gebildet worden ist und das weniger als 17 Millionen Euro umfasst. Die Verwendung von Kirchensteuermitteln für die Hochschule ist bisher ausdrücklich ausgeschlossen. Ob eine Finanzierung durch Großspender und Fundraising möglich sein wird, betrachtet der Kirchensteuer- und Wirtschaftsrat mit Skepsis.
Der abgelöste Rektor der St. Augustiner Hochschule, Peter Ramers, bezeichnete im November 2022 gegenüber dem Kölner Stadtanzeiger den Trägerwechsel der Hochschule auf das Erzbistum als „feindliche Übernahme“. 2018 sei in Gesprächen von einer „Co-Finanzierung der Hochschule“ seitens des Erzbistums in Höhe von 15 Prozent der Trägerkosten die Rede gewesen, was von der Hochschule als „generöse Geste“ wahrgenommen worden sei, ohne dass Rechtsstatus und Standort in Frage gestellt worden seien. Es habe sich jedoch um ein „abgekartetes Spiel“ gehandelt, da es längst Überlegungen zum Aufbau der Hochschule in Köln mit Übernahme der Trägerschaft und Standortwechsel gegeben habe. Beides sei weder den Gremien des Erzbistums noch der Öffentlichkeit kommuniziert worden.
Die Berichterstattung des domradio über die ungenügende Finanzierung der Hochschule bot dem Kirchenrechtler und Kölner Diözesanrichter Gero P. Weishaupt einen Anlass zur Kritik an der Arbeit des domradio, das „mit seiner antikirchlichen Berichterstattung“ dem Kölner Erzbischof, Rainer Maria Woelki, „einen Dolch in den Rücken“ stoße. Er verglich in einem Facebook-Post die Arbeit des domradio mit einer „propagana (sic!), wie wir sie seit Goebbels kennen“. Daraufhin beurlaubte der Apostolische Administrator im Erzbistum Köln, Weihbischof Rolf Steinhäuser, Weishaupt mit sofortiger Wirkung von seinem Dienst, weil Weishaupt mit seinen Äußerungen dem Erzbistum schweren Schaden zugefügt habe und deshalb seine Aufgabe als Diözesanrichter nicht mehr fruchtbar ausüben könne.
Am 1. April 2022 teilte das Erzbistum Köln mit, Generalvikar Markus Hofmann habe darum gebeten, von seinem Amt entbunden zu werden.
Zuvor waren Prüfer im Erzbistum auf einen ungewöhnlichen Vertrag im Stiftungsbereich gestoßen. Das Erzbistum teilte mit, dieser Vertrag sei von erheblicher wirtschaftlicher Bedeutung, aber weder bei der Stiftung noch im Erzbistum bilanziert worden. Was der Vertrag genau regelt, teilte das Erzbistum auch auf Nachfrage nicht mit. Wie die Katholische Nachrichten-Agentur in Erfahrung brachte, ist damit die „Stiftung zur Förderung von Bildung, Wissenschaft und Forschung im Erzbistum Köln“ gemeint, auf die sich der Vertrag beziehe; die Stiftung solle unter Umgehung mancher kirchenrechtlicher Kontrollmechanismen die Trägerschaft der KHKT übernehmen und die langfristige Finanzierung sichern. Großkanzler und Stiftungsratsvorsitzender ist Erzbischof Woelki.

## Leitung
Seit 2022 ist der zuvor bereits kommissarisch ernannte Kirchenrechtler Christoph Ohly Rektor der Hochschule und damit Nachfolger von Peter Ramers. Die Juristin Martina Köppen, eine frühere Woelki-Vertraute, wurde Geschäftsführerin der Hochschule und der Trägerstiftung sowie Kanzlerin. Großkanzler der Hochschule ist Kardinal Woelki.
Das Erzbistum informierte im Oktober 2022 darüber, dass Martina Köppen mit sofortiger Wirkung abgelöst wurde; auch als Kanzlerin wurde sie nach der vorgeschriebenen Anhörung des Senats der KHKT abgelöst. Neue Kanzlerin wurde seit 1. Oktober 2023 Nina Jungblut. Nach einer Interimsgeschäftsführung durch Christian Georg übernahm die Geschäftsführung der Hochschule und der Trägerstiftung Anfang 2024 der Rechtsanwalt Christoph Konopka.
Die Geschäftsführung der Stiftung wurde 2024 drei neuen ehrenamtlich tätigen Personen übertragen: dem Theologen Andreas Grueterich, dem Immobilienunternehmer Rüdiger von Stengel und dem Geschäftsführer der OSK Offenen Schule Köln, Andreas Reimann, die nach KNA-Informationen zum Teil dem Opus Dei nahestehen.
Anfang 2025 wurde Christoph Konopka von dem Theologieprofessor Dominik Heringer zusammen mit Rüdiger von Stengel als Geschäftsführer der Hochschule abgelöst; von Stengel gehört auch zur Geschäftsführung der Trägerstiftung.

## Priesterausbildung und Konkurrenzsituation zur Universität Bonn
2020 erhielt die Hochschule in Köln die staatliche Anerkennung, so dass die bis zum Wintersemester 2019/2020 an der Ordenshochschule eingeschriebenen Priesteramtskandidaten ihr Studium dort beenden können.

### Staatsrechtliche Grundlagen
Die nordrhein-westfälische Wissenschaftsministerin Ina Brandes erklärte im September 2022 auf Antrag der SPD-Fraktion gegenüber dem Wissenschaftsausschuss des Landtages, die Hochschule sei aufgefordert worden, allen nach dem Wintersemester 2019/2020 eingeschriebenen angehenden Priestern einen Wechsel an die Universität Bonn nahezulegen. Für den Fall, dass dies nicht berücksichtigt werde, stellte sie ein „Vertragsverletzungsverfahren beim Heiligen Stuhl“ wegen Verletzung eines bindenden Vertrags zwischen dem Land Nordrhein-Westfalen und dem Vatikan, des sogenannten Preußenkonkordats, in Aussicht. Nach dieser Erklärung sagte das Erzbistum Köln zu, keine Priesteramtskandidaten an die Hochschule zu schicken, solange die Geltung des Konkordats nicht zwischen dem Land und dem Heiligen Stuhl geklärt sei.
Zuvor hatte bereits der Dekan der Katholisch-theologischen Fakultät der Universität Bonn, Jochen Sautermeister, darauf hingewiesen, dass die Fakultät in Bonn als im Konkordat festgelegter Ort der Priesterausbildung die Fakultät des Erzbistums sei, wo die meisten Theologen im Kölner Kirchendienst studiert hätten. Eine in den interdisziplinären Dialog und den gesellschaftlichen Diskurs einer Volluniversität integrierte Theologie sei sehr wertvoll. Ohne die Priesteramtskandidaten des Erzbistums werde der Standort geschwächt.

### Fragen der Finanzierung
Die Stadtdechanten der Großstädte Köln, Bonn, Düsseldorf und Wuppertal meldeten sich wiederholt wegen der rechtlichen Probleme und der ungeklärten Finanzierung zu Wort und vertraten den Standpunkt, die Hochschule sei überflüssig, da das gegenwärtige Angebot an katholischer Theologie an vier staatlichen Universitäten im Erzbistum Köln quantitativ und qualitativ ausreiche. Bei einer Tagung aller Stadt- und Kreisdechanten des Erzbistums im September 2022 kam es laut einer Meldung der Katholischen Nachrichten-Agentur zu einer Konfrontation mit Erzbischof Woelki, da dieser betonte, die Hochschulübernahme sei 2019 in mehreren Gremien und auch mit den Dechanten besprochen und gutgeheißen worden; diese verwiesen darauf, dass damals von einer „temporären Weiterführung“ der Hochschule für sechs Jahre die Rede gewesen sei, um den vorhandenen Studenten einen Abschluss zu ermöglichen. Auch sei gesagt worden, für die Finanzierung der KHKT würden keine Kirchensteuermittel eingesetzt, während Woelki inzwischen in einem Interview erklärt habe, für die Hochschule seien „zunächst“ keine solchen Gelder vorgesehen.

### Hochschulpolitische Diskussion
Der Rektor der Universität Bonn, Michael Hoch, wandte sich wiederholt gegen die Pläne des Erzbistums. Im August 2022 erklärte er, er habe kein Verständnis dafür, dass mit der Hochschule in Köln eine Konkurrenzinstitution zur theologischen Fakultät in Bonn geschaffen werden solle; zwei Jahre lang habe die Universität versucht, mit dem Erzbistum in Kontakt zu kommen und die dortigen Planungen zu erfragen, aber das habe nicht gefruchtet. Für die Universität sei die Ausbildung von Geistlichen und Religionslehrern an staatlichen Institutionen ein „hohes gesellschaftliches, wissenschaftliches und religionspolitisches Gut, das unter keinen Umständen aufgegeben werden“ dürfe.
Der Rektor der Hochschule, Christoph Ohly, betonte die Freiheit der Studienplatzwahl: „Die Vielfalt theologischer Studienstandorte ist richtig, erlaubt und belebt das Geschäft.“ Zudem würden durch eine mögliche Konkurrenz die möglichen Profile geschärft. Verhandlungen über die Geltung des zugrundeliegenden Konkordats müssten vom Land Nordrhein-Westfalen mit dem Heiligen Stuhl geführt werden. Erzbischof Rainer Maria Woelki sagte bei einem Interview mit der Zeitschrift Die Tagespost im September 2022, für das Wintersemester 2022/23 hätten sich etwa 30 Erstsemestler angemeldet, und dies sei für ihn ein Zeichen dafür, dass „diese Hochschule mit ihrem Profil Zukunft hat“ und „für die Kirche in Deutschland und darüber hinaus einen wichtigen Dienst“ wahrnehmen könne. Allerdings zeigte sich, dass von den vier neuen Priesteramtskandidaten in Köln keiner das Studium an der neuen Hochschule aufgenommen hatte.
Der Münsteraner Theologe Michael Seewald kritisiert die isolierte theologische Ausbildung an der KHKT und hält die Universität für den besten Ort, um sich öffentlich und kritisch mit dem zu beschäftigen, was an Wissen, Glauben und Meinen im Umlauf ist; das gelte auch für die Theologie. „Kardinal Woelki und sein als Hochschule getarntes Katechismus-Seminar erweisen der Theologie hingegen einen Bärendienst“, kritisierte er und verteidigte die Präsenz der Theologie im Fächerkanon der staatlichen Universität. Auch die Gesellschaft habe ein berechtigtes Interesse daran, dass das Nachdenken über den Glauben nicht in einem Hinterhof, sondern in der Öffentlichkeit stattfinde.